# Hon (roman)
Hon (engelska: She) är en roman av den engelske författaren Henry Rider Haggard, utgiven 1886–1887. Den handlar om två engelsmän som besöker ett gömt kungarike i Afrika som styrs av en mystisk vit drottning, "Hon".
Det är en av Haggards mest lästa och sålda romaner. Den har filmatiserats åtskilliga gånger och haft stort inflytande på andra verk i samma genre. En uppföljare gavs ut 1904–1905, Ayesha eller hon, som kommit åter.